# لاماسون
بلدية لاماسون (بالإسبانية: Lamasón)‏، هي إحدى بلديات منطقة كانتابريا, المصنفة على أنها مقاطعة أيضاً، في شمال إسبانيا.
يبلغ عدد سكانها 371 نسمة وفقاً لإحصائية سنة (2002).